# Gänsepeterbrunnen

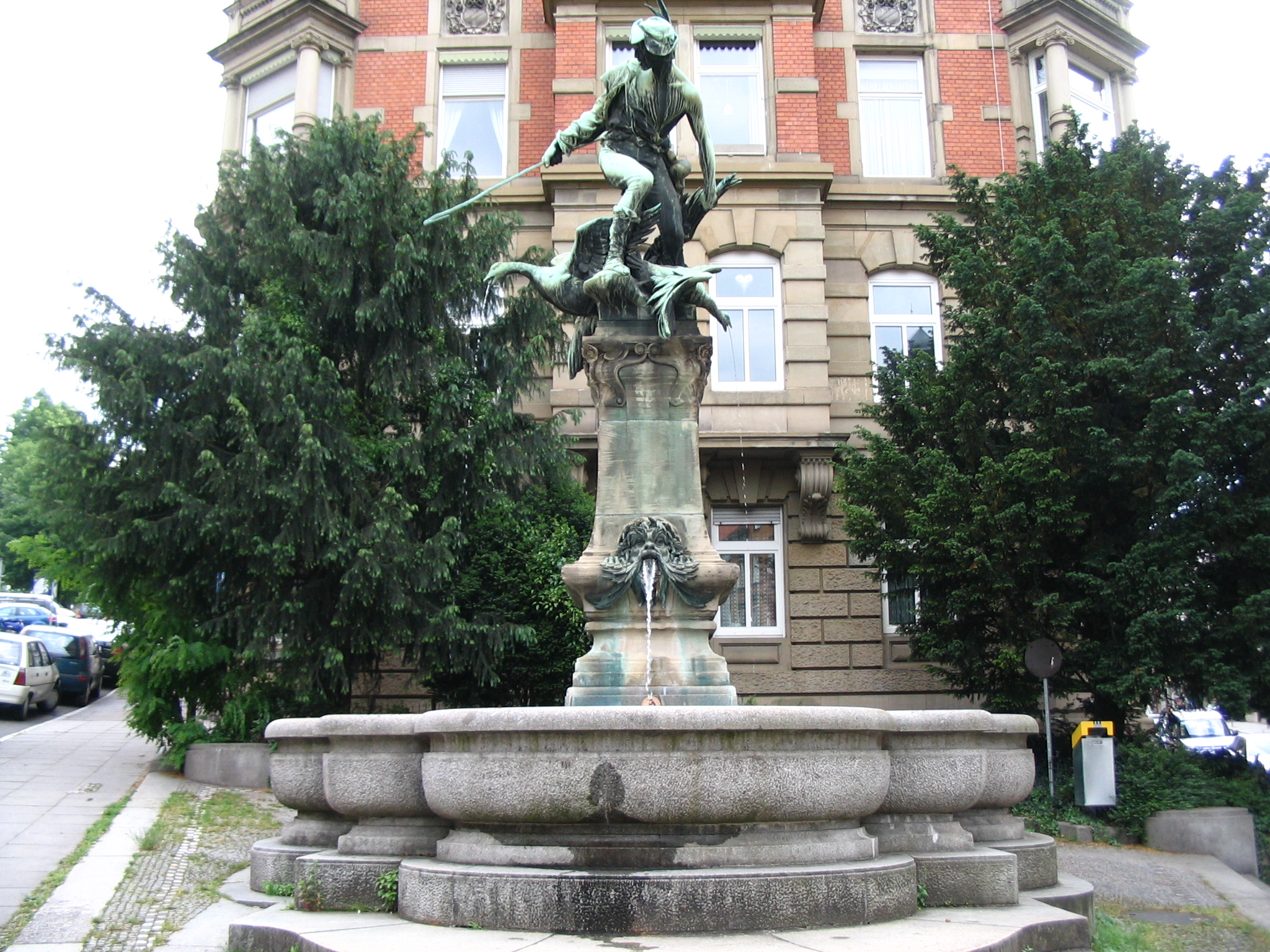
Gänsepeterbrunnen in Stuttgart

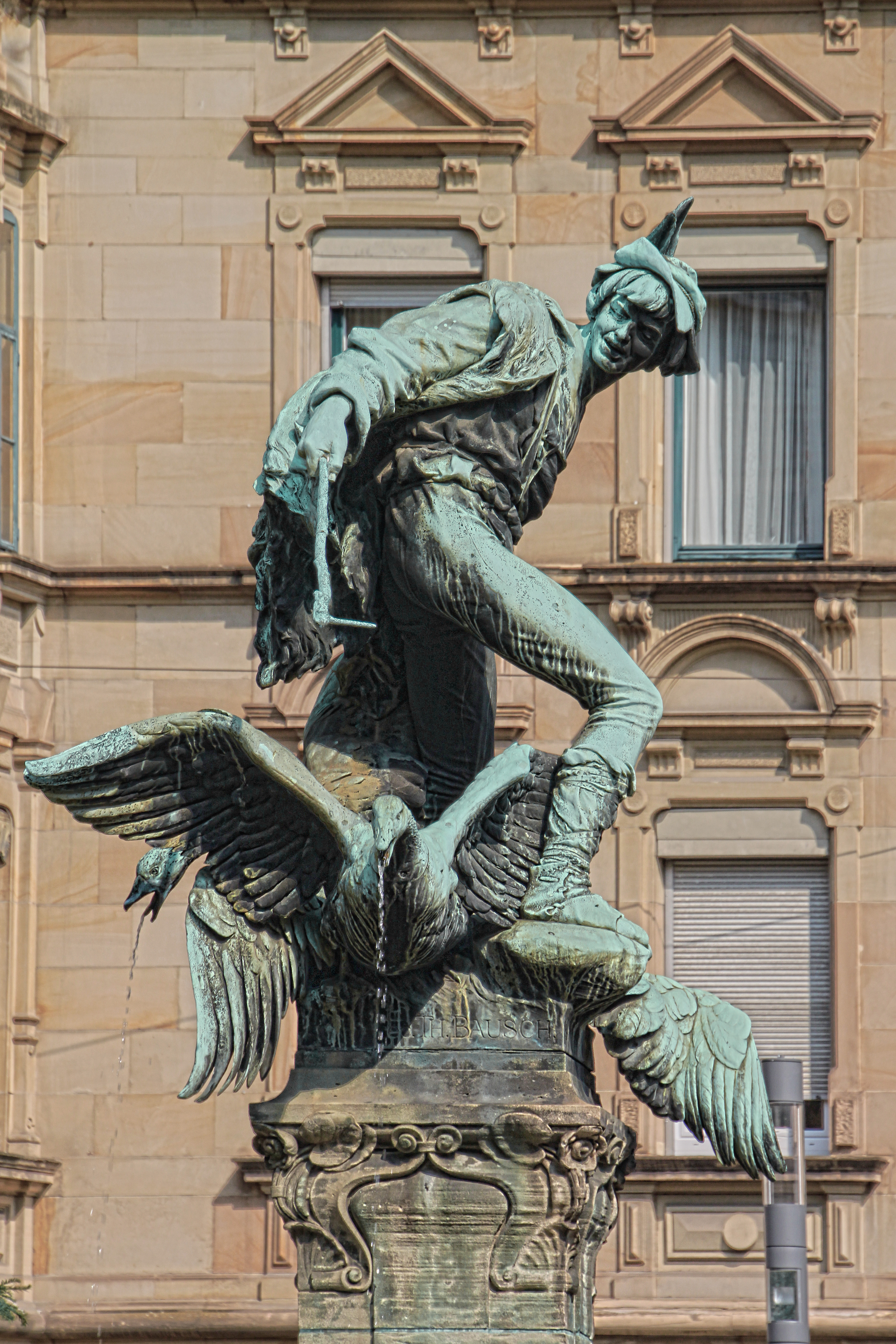
Figur des Hirten

Der Gänsepeterbrunnen ist ein Brunnen in Stuttgart-West, am unteren Ende der Hasenbergsteige am Johann-Sebastian-Bach-Platz. Er wurde 1901 vom Architekten Paul Lauser, vom Bildhauer Theodor Bausch und vom Erzgießer Hugo Pelargus geschaffen.

## Geschichte
Der Verein zur Förderung der Kunst regte seine Entstehung an und stiftete 11.000 Mark. Insgesamt kostete die Errichtung des Brunnens 36.600 Mark. 
Der Brunnen am Fuß des Hasenbergs erinnert daran, dass hier früher kurz vor dem Martinstag (am 11. November) eine große Zahl von Gänsen aus den umliegenden Dörfern auf den Markt nach Stuttgart getrieben wurde. Er wurde je zur Hälfte von der Stadt Stuttgart und privaten Spendern finanziert und am Martinstag 1901 eingeweiht.
Heute werden Unterhalt und Betrieb des Brunnens von der Stadt Stuttgart, der Stiftung Stuttgarter Brünnele und sogenannten Brunnen-Paten finanziert. Er ist normalerweise etwa von Mitte Mai bis Mitte September in Betrieb.

## Beschreibung
Das Brunnenbecken liegt leicht erhöht und kann über mehrere Stufen erreicht werden. In der Mitte des Beckens ragt eine verzierte Stele auf, die von der Bronzeplastik eines Hirten gekrönt wird, der versucht, eine Schar weglaufender Gänse einzufangen. Die Gänse dienen als Wasserspeier, ebenso wie zwei bärtige Masken vorne und hinten an der Stele.